# Dacetinops cibdelus
Dacetinops cibdelus é uma espécie de formiga do gênero Dacetinops, pertencente à subfamília Myrmicinae.